# Prieska
Prieska est une ville située sur la rive sud de la rivière Orange en Afrique du Sud, dans la province du Cap-Nord.

## Géographie
Elle est située à 130 km au nord-ouest de Britstown et à 75 km au sud-est de Marydale. Elle se trouve à 240 km au sud de Kimberley sur la route R357. Elle comptait 14 246 habitants en 2011.

## Histoire
La ville s’est développée à partir d’un endroit où les pans se remplissaient après les pluies. Il s’appelait à l’origine Prieschap, le nom est dérivé de la langue Korana et signifie « lieu de la chèvre perdue »,. Elle fut administrée par un conseil de gestion du village à partir de 1882 et obtint le statut de municipalité en 1892. 
Par le passé, de nombreux résidents travaillaient à la mine voisine de Koegas, qui a extrait et traité de l’amiante bleu.